# Lassine Sinayoko
Lassine Sinayoko (ur. 8 grudnia 1999 w Bamako) –malijski piłkarz grający na pozycji napastnika. Od 2017 jest piłkarzem klubu AJ Auxerre.

## Kariera klubowa
Swoją karierę piłkarską Sinayoko rozpoczął w juniorach klubu Entente SSG. Następnie został zawodnikiem AJ Auxerre. W 2017 roku zaczął grać w jego rezerwach, a w 2020 awansował do pierwszego zespołu i 10 kwietnia 2021 zaliczył w nim debiut w Ligue 2 w zwycięskim 4:0 wyjazdowym meczu z Chamois Niortais FC.
| Sezon   | Klub         | Kraj    | Rozgrywki              | Mecze | Gole |
| ------- | ------------ | ------- | ---------------------- | ----- | ---- |
| 2017/18 | AJ Auxerre B | Francja | Championnat National 3 | 11    | 2    |
| 2018/19 | AJ Auxerre B | Francja | Championnat National 3 | 24    | 11   |
| 2019/20 | AJ Auxerre B | Francja | Championnat National 3 | 14    | 4    |
| 2020/21 | AJ Auxerre   | Francja | Ligue 2                | 2     | 0    |
| 2020/21 | AJ Auxerre B | Francja | Championnat National 2 | 9     | 6    |

## Kariera reprezentacyjna
W reprezentacji Mali Sinayoko zadebiutował 6 września 2021 w zremisowanym 0:0 meczu eliminacji do MŚ 2022 z Ugandą, rozegranym w Kampali. W 2022 został powołany do kadry na Puchar Narodów Afryki 2021. Rozegrał na nim jeden mecz, grupowy z Mauretanią (2:0).